# Швартхофф, Флориан
Флориан Швартхофф (нем. Florian Schwarthoff; род. 7 мая 1968, Дортмунд, Северный Рейн-Вестфалия) — немецкий легкоатлет, специалист по барьерному бегу. Выступал на профессиональном уровне в 1987—2002 годах, обладатель бронзовой медали летних Олимпийских игр в Атланте, серебряный призёр чемпионата Европы, многократный чемпион Германии, действующий рекордсмен страны в беге на 110 метров с барьерами.

## Биография
Флориан Швартхофф родился 7 мая 1968 года в Дортмунде, ФРГ. Окончил Дармштадтский технический университет, где учился на архитектора.
Первого серьёзного успеха в лёгкой атлетике на международном уровне добился в сезоне 1987 года, когда вошёл в состав западногерманской сборной и выступил на юниорском европейском первенстве в Бирмингеме, где в зачёте бега на 110 метров с барьерами выиграл серебряную медаль. Позднее в той же дисциплине стартовал на чемпионате мира в Риме, дошёл до полуфинала.
В 1988 году в барьерном беге на 60 метров финишировал пятым на чемпионате Европы в помещении в Будапеште. Благодаря череде успешных выступлений удостоился права защищать честь страны на летних Олимпийских играх в Сеуле, в программе барьерного бега на 110 метров остановился на стадии четвертьфиналов.
В 1989 году стал шестым на чемпионате Европы в помещении в Гааге, третьим на Кубке Европы в Гейтсхеде, завоевал бронзовую награду на Всемирной Универсиаде в Дуйсбурге.
В 1990 году выиграл бронзовую медаль на чемпионате Европы в помещении в Глазго, серебряную медаль на Мемориале братьев Знаменских в Москве, дошёл до полуфинала на чемпионате Европы в Сплите.
После объединения ФРГ и ГДР продолжил спортивную карьеру в составе сборной объединённой Германии. Так, в 1991 году стал вторым на Кубке Европы во Франкфурте, седьмым на чемпионате мира в Токио.
Принимал участие в Олимпийских играх 1992 года в Барселоне — в финале бега на 110 метров с барьерами показал время 13,29, расположившись в итоговом протоколе соревнований на пятой строке.
В 1993 году был четвёртым на чемпионате мира в помещении в Торонто, вторым на Кубке Европы в Риме, пятым на чемпионате мира в Штутгарте.
В 1994 году превзошёл всех соперников на Кубке Европы в Бирмингеме, завоевал серебряную награду на чемпионате Европы в Хельсинки, пришёл к финишу четвёртым на Кубке мира в Лондоне.
В 1995 году был лучшим на Кубке Европы в Лилле. На чемпионате Германии в Бремене кроме победы установил ныне действующий рекорд страны в барьерном беге на 110 метров — 13,05. На чемпионате мира в Гётеборге сошёл с дистанции в ходе полуфинального забега.
В 1996 году отметился победой на Кубке Европы в Мадриде. На Олимпийских играх в Атланте с результатом 13,17 завоевал бронзовую награду, уступив в финале только двум американцам Аллену Джонсону и Марку Криру. За это выдающееся достижение награждён Серебряным лавровым листом.
В 1997 году победил на Кубке Европы в Мюнхене, занял четвёртое место на чемпионате мира в Афинах.
На чемпионате Европы 1998 года в Будапеште в 110-метровом барьерном беге пришёл к финишу четвёртым.
В 1999 году показал седьмой результат на чемпионате мира в Севилье.
На Олимпийских играх 2000 года в Сиднее с результатом 13,42 финишировал в финале шестым.
В 2001 году стал вторым на Кубке Европы в Бремене, тогда как на чемпионате мира в Эдмонтоне сошёл в полуфинале.
В 2002 году стал четвёртым на чемпионате Европы в помещении в Вене и на чемпионате Европы в Мюнхене, показал шестой результат на Кубке мира в Мадриде. По окончании сезона завершил спортивную карьеру.
Впоследствии являлся функционером Немецкой легкоатлетической ассоциации, в 2002—2010 годах руководил организацией международного ежегодного турнира ISTAF в Берлине, позже проявил себя в проектировании.